# Sargochromis
Sargochromis – rodzaj słodkowodnych ryb okoniokształtnych z rodziny pielęgnicowatych (Cichlidae), czasami traktowany jako podrodzaj w obrębie Serranochromis. Jest blisko spokrewniony z Pharyngochromis.

## Występowanie
Afryka Południowa, południowo-zachodnia i środkowa.

## Klasyfikacja
Gatunki zaliczane do tego rodzaju:
- Sargochromis carlottae
- Sargochromis codringtonii
- Sargochromis coulteri
- Sargochromis giardi
- Sargochromis greenwoodi
- Sargochromis mellandi
- Sargochromis mortimeri
- Sargochromis thysi

Gatunkiem typowym rodzaju jest Paratilapia codringtonii.

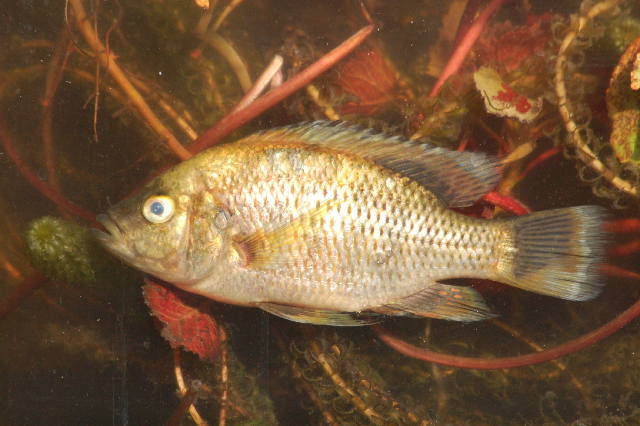
Sargochromis codringtonii
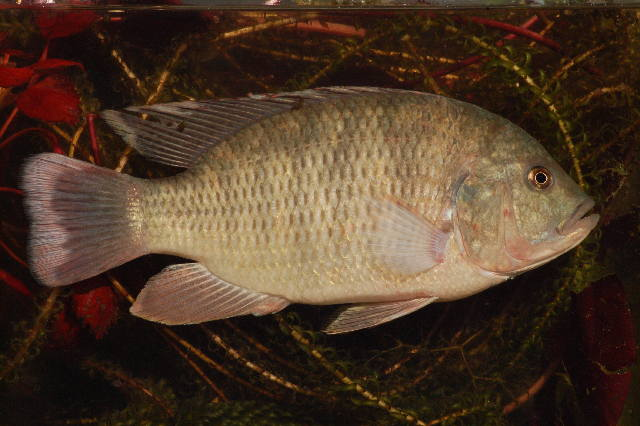
Sargochromis giardi